# Királynék völgye 60
A Királynék völgye 60 (QV60) egy ókori egyiptomi sír a Királynék völgyében. Tulajdonosa a XIX. dinasztia idején élt Nebettaui hercegnő-királyné, II. Ramszesz ötödik lánya. A sír a Királynék völgye egyik legnagyobb sírja, eredetileg jó minőségű dekorációval, amely azonban rossz állapotban maradt fenn. Nebettaui minden ábrázolása megrongálódott. A sírt az ókorban kopt kápolnaként használták.
A sír Ramszesz nagyanyja, Mut-Tuja sírja (QV80) előtt, a szintén Ramszesz korabeli QV58 közelében épült. Valószínűleg helyhiány miatt nem egy vonalban épült Ramszesz többi lánya sírjával (QV68 – Meritamon, QV71 – Bintanath, QV73 – Henuttaui, QV75 – Henutmiré).
A sírt Champollion és Lepsius is említi, utóbbi 6-os számmal, és rövid leírást is ad róla. A feltárásra Ernesto Schiaparelli (a torinói Egyiptomi Múzeum igazgatója) vezetésével került sor.

## A sír leírása
A sír számos helyiségből áll. A bejárati folyosó arra merőleges, kétoszlopos, részben boltíves mennyezetű csarnokba vezet, melyből jobbra egy mellékkamra nyílik, a bejárattal szemközti falán pedig a sírkamra és attól balra egy kisebb kamra. A kisebb kamra egy hosszabb helyiségben folytatódik, melynek jobb oldalán átjáró nyílik a sírkamrába. A sírkamra jobb oldalából szintén nyílik egy csaknem vele azonos méretű kamra.
A sír bejárata egykor díszített volt. Ez, illetve az oszlopos csarnok elülső részének boltíves mennyezete korabeli újítás (utóbbi királyi sírnál először Nebettaui nagyapja, I. Széthi Királyok völgyebeli sírjánál fordul elő (KV17).
A bejáratnál női alakot ábrázoló féldombormű látható, nem világos, hogy Hathor istennő vagy Nebettaui. A csarnok két oszlopa már elpusztult. A helyiség díszítése Nebettauit ábrázolja különféle istenekkel (többek közt áldozatot mutat be Maatnak és Ptah-Szokarisznak), a dekoráció emellett a Halottak Könyve jeleneteiből és szövegeiből áll, melyek közt látható többek közt a szív megmérettetése – ez királyi sírokban ebben az időben fordul elő először. Nebettaui az egyik ábrázolásán különleges fejdíszt visel: ureusszal ellátott keselyűkoronát virágokkal. Rajta kívül ezt a fajta koronát csak Iszet Ta-Hemdzsert és Titi királynékon ábrázolták, illetve egy korábbi változatát Szitamon hercegnő-királyné fején.
A csarnokból jobbra nyíló kis mellékkamra díszítése részben megmaradt, a helyiségből kifelé tartó isteneket ábrázol. Az egyik isten alakja egy Nofertari sírjában (QV66) látható hasonló kép alapján azonosítható: „Ré az, aki megpihen Oziriszben, Ozirisz az, aki megpihen Rében”, azaz megtestesíti azt az elképzelést, hogy Ré, a Nap az éjszaka során eggyéválik Ozirisz testével és hajnalban újjászületik. Maat és Ozirisz mellett a Hórusz-fiak és a négy védőistennő is megjelenik. A kamra egyik fala leomlott a sírkamrából nyíló kamra felé.
A csarnokból a sírkamrától balra nyíló mellékkamrában nem látható díszítés, leszámítva egy dzsed-oszlopot. Az ebből nyíló kamra díszítésének nagy része elpusztult, de megmaradt belőle többek közt egy ureusz és egy udzsat-szem. Itt valószínűleg temetkezési kellékeket tároltak.
A sírkamra eredeti bejárata összeomlott, az egész helyiség díszítése rossz állapotban van. A helyiség hátuljában tehénfejű Hathor istennő látható, ami ritka (az istennőt Nyugat-Thébában helyi istenként tehén, máshol többnyire teljesen antropomorf formában ábrázolták). Nebettaui Ozirisz-Wenennofernek, Ízisznek és Thotnak áldoz. Hátul egy falfülkét alakítottak ki, fölötte szárnyas napkoronggal. Ebben szobor vagy a kanópuszláda állhatott. A sírkamrából nyíló kamrában csak pár töredékes dombormű maradt fenn.
Nebettaui címei a sírban: „az Ozirisz [=elhunyt], a király leánya, a nagy királyi hitves, a Két Föld úrnője, Felső- és Alsó-Egyiptom asszonya”. (Egyik címe, a Két Föld úrnője egybeesik a nevével: nebet taui.)

## Kopt kápolna
A sírt sok más egyiptomi sírtól eltérően temetkezési célra nem hasznosították újra, a kora középkorban azonban egy itt élő kis kopt keresztény közösség kápolnává alakította át.
A kereszténység az i. sz. 4. század végén érkezett meg erre a vidékre, és egy helyi, valószínűleg szándékosan elpusztított római szentély helyén az 5. század elején megépült a Dejr er-Rumi nevű kopt kolostor. A koptok több korábbi sírt lakóhelyként vagy kápolnaként hasznosítottak. Nebettaui sírja legalább a 8. századig volt használatos kopt kápolnaként, és az évek során több módosításon esett át: többek közt átalakították a bejáratot, és új vályogtégla padlót raktak le, a sír előtt több kisebb épület épült. A legtöbb változtatás a kétoszlopos előcsarnokot érte, melyet fallal kettéválasztottak, hogy a keleti kereszténységben szokásos módon leválasszák a szentélyt. Az istenábrázolásokat letakarták, a falakra vörös festékkel keresztek, illetve az IC és XC feliratok kerültek (a Jézus, illetve a Krisztus név kopt rövidítései). Az egyik falban falfülkét alakítottak ki.
A sírban és bejárata körül osztrakonokat találtak kopt nyelvű liturgikus, ill. világi szövegekkel, valamint muszlim kori cseréptöredékeket, amely arra utal, a sírt a kopt kor után is használták.